# Elwood (Illinois)
Elwood és una població dels Estats Units a l'estat d'Illinois. Segons el cens del 2006 tenia 2.300 habitants.

## Demografia
Segons el cens del 2000, Elwood tenia 1.620 habitants, 637 habitatges, i 461 famílies. La densitat de població era de 230,8 habitants/km².
Dels 637 habitatges en un 33,8% hi vivien nens de menys de 18 anys, en un 60,9% hi vivien parelles casades, en un 8% dones solteres, i en un 27,6% no eren unitats familiars. En el 22,1% dels habitatges hi vivien persones soles el 8,3% de les quals corresponia a persones de 65 anys o més que vivien soles. El nombre mitjà de persones vivint en cada habitatge era de 2,54 i el nombre mitjà de persones que vivien en cada família era de 2,99.
Per edats la població es repartia de la següent manera: un 25,2% tenia menys de 18 anys, un 6,6% entre 18 i 24, un 33,5% entre 25 i 44, un 21,1% de 45 a 60 i un 13,5% 65 anys o més.
L'edat mediana era de 35 anys. Per cada 100 dones de 18 o més anys hi havia 94,1 homes.
Entorn del 4,3% de les famílies i el 4,6% de la població estaven per davall del llindar de pobresa.

## Poblacions properes
El següent diagrama mostra les poblacions més properes.